# Walentin Sergejewitsch Pawlow

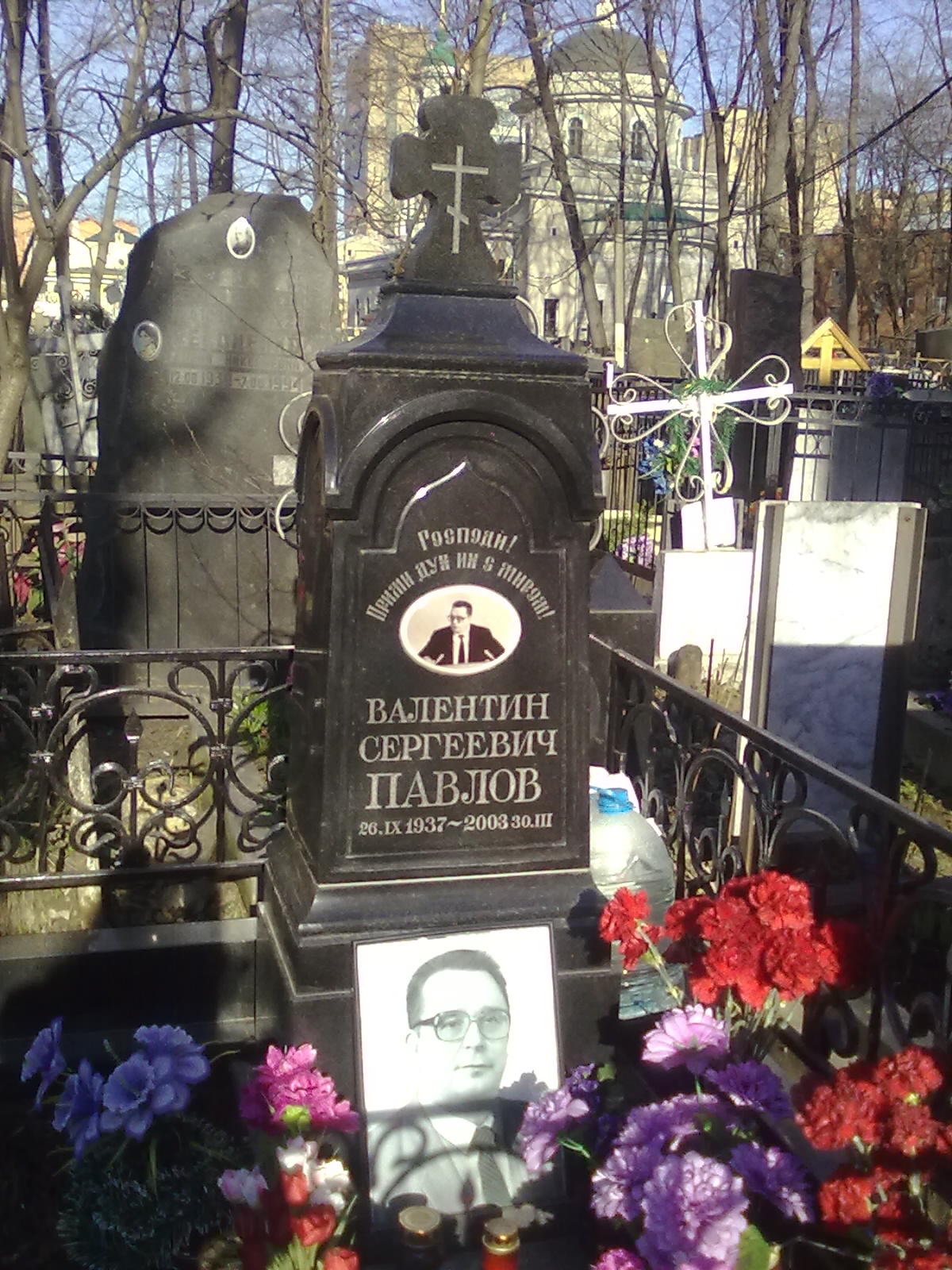
Pawlows Grabstein

Walentin Sergejewitsch Pawlow (russisch Валентин Сергеевич Павлов, wiss. Transliteration Valentin Sergeevič Pavlov; * 26. September 1937 in Moskau; † 30. März 2003 ebenda) war Ministerpräsident der Sowjetunion von Januar bis August 1991. Er war einer der Hauptakteure des Augustputschs gegen Michail Gorbatschow von 1991.

## Leben
Pawlow studierte Finanzwirtschaft am Moskauer Finanzinstitut und war seit 1959 Beamter im Finanzministerium. 1986 war er Vorsitzender des Preiskomitees im Staatsplankomitee. Dann wurde er von 1989 bis 1991 Finanzminister. Nach dem Sturz von Nikolai Ryschkow als Vorsitzender des Ministerrats der UdSSR (Ministerpräsident) wurde er am 11. Januar 1991 als Kompromisskandidat für dieses Amt ausgewählt.

## Der Augustputsch
Als Mitglied der Putschistengruppe Staatskomitee für den Ausnahmezustand war er Mitinitiator des Augustputsches gegen Gorbatschow im August 1991. Ihr Versuch, Gorbatschow abzusetzen, misslang. Nach drei Tagen war der Putsch, in dem sich vor allem Boris Jelzin als Anführer des Widerstandes hervortat, vorbei. Als Ergebnis der Verschwörung schwand Gorbatschows Macht, die KPdSU wurde in der RSFSR verboten, und Ende 1991 wurde der Zerfall der Sowjetunion besiegelt. Nach der friedlichen Niederschlagung der Putsches war Pawlow 1991 bis Januar 1993 in einem Moskauer Untersuchungsgefängnis inhaftiert; nach einer Amnestie 1994 wurde er Präsident der Tschasprombank, 1995 bis 1997 war er als Berater für die Promstroibank tätig und anschließend für das russisch-amerikanische Unternehmen Business Management Systems.